# وعاء سماد عضوي

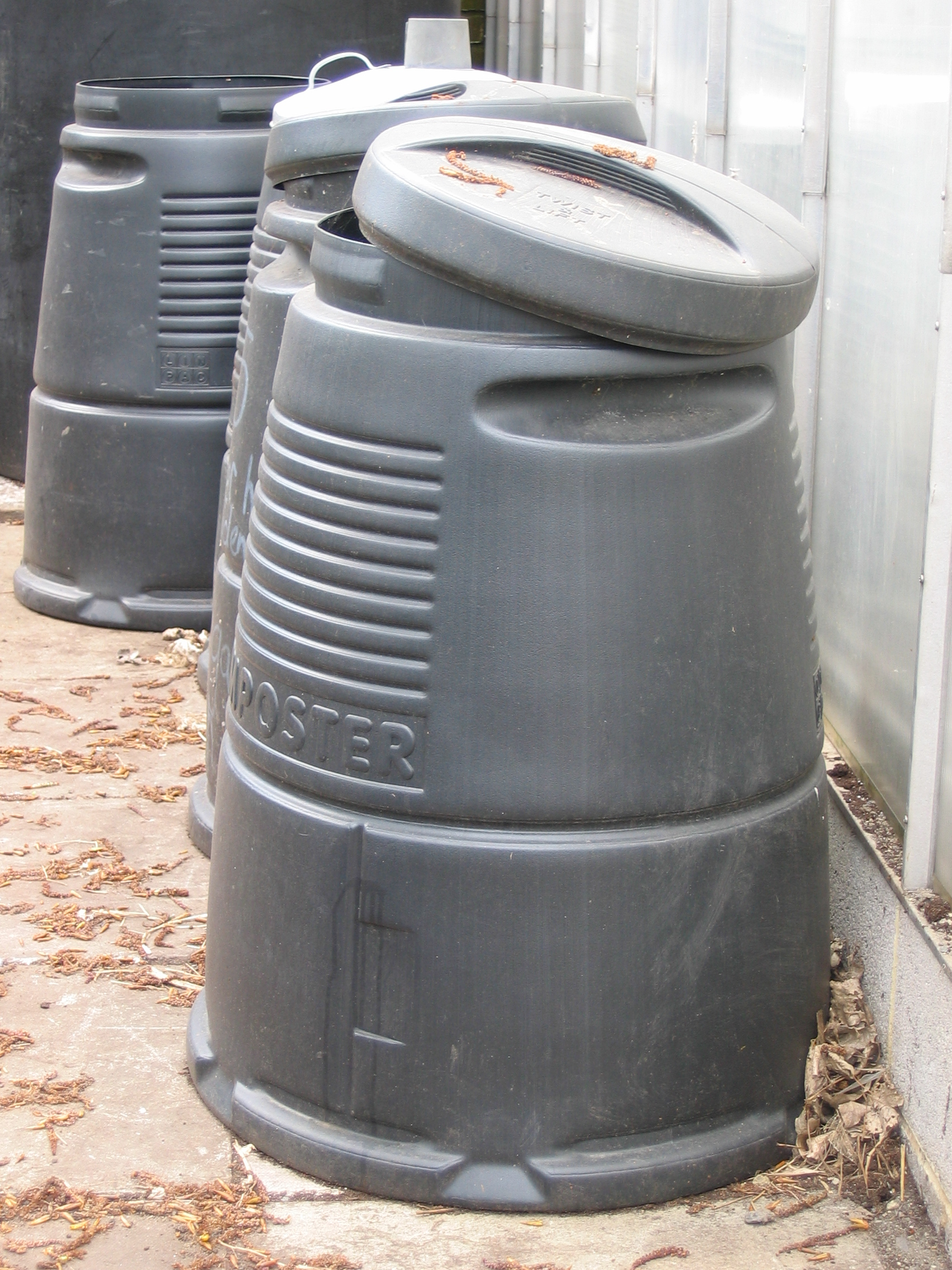
وعاء السماد العضوي

وعاء سماد عضوي هو وعاء بلاستيك يستعمل في إنتاج السماد العضوي. عادة تصنع الأوعية بشكل إسطواني من بلاستيك صلب يشبه البرميل. كثر استعمال الأوعية في السنوات الأخيرة في العالم بسبب تنامي الوعي البيئي. فوعاء السماد العضوي يستعمل في استرجاع النفايات العضوية التي ترمى في وعاء المنزل فينشأ عن تحلـّلها سماد عضوي نافع.

## وصلات خارجية
- طرق صناعة وعاء سماد عضوي